# Juan Carlos Oblitas
Juan Carlos Oblitas Saba né le 16 février 1951 à Mollendo (département d'Arequipa) au Pérou, surnommé El Ciego « L'Aveugle », est un footballeur international péruvien devenu entraîneur.

## Biographie

### Carrière de joueur

#### En club
Évoluant au poste d'attaquant, sa carrière en club l'a amené à porter les couleurs d'Universitario de Deportes, Sporting Cristal, Elche (Espagne), Veracruz (Mexique) et RFC Sérésien (Belgique).

#### En sélection
Juan Carlos Oblitas a été sélectionné 64 fois (la première fois en 1973) en équipe du Pérou et a marqué 11 buts. Il réalisa, notamment, l'unique but de la première rencontre qui opposa les équipes nationales du Pérou et de la France, le 28 avril 1982. Il a participé aux Coupes du monde 1978 et 1982 et remporta la Copa America 1975. Il mit fin à sa carrière internationale en 1985, après l'échec pour la qualification au Mundial 1986 de sa sélection nationale.
Buts en sélection
Source utilisée : RSSSF
| Buts en sélection de Juan Carlos Oblitas | Buts en sélection de Juan Carlos Oblitas | Buts en sélection de Juan Carlos Oblitas     | Buts en sélection de Juan Carlos Oblitas | Buts en sélection de Juan Carlos Oblitas | Buts en sélection de Juan Carlos Oblitas | Buts en sélection de Juan Carlos Oblitas |
|                                          | Date                                     | Lieu                                         | Adversaire                               | Score                                    | Résultat                                 | Compétition                              |
| ---------------------------------------- | ---------------------------------------- | -------------------------------------------- | ---------------------------------------- | ---------------------------------------- | ---------------------------------------- | ---------------------------------------- |
| 1.                                       | 1er juillet 1975                         | Lima (Pérou)                                 | Équateur                                 | 1-0                                      | 2-0                                      | Amical                                   |
| 2.                                       | 7 août 1975                              | Estadio Nacional, Lima (Pérou)               | Bolivie                                  | 3-0                                      | 3-1                                      | CA 1975                                  |
| 3.                                       | 20 août 1975                             | Estadio Alejandro Villanueva, Lima (Pérou)   | Chili                                    | 2-0                                      | 3-1                                      | CA 1975                                  |
| 4.                                       | 22 octobre 1975                          | Estadio Nacional, Lima (Pérou)               | Colombie                                 | 1-0                                      | 2-0                                      | CA 1975                                  |
| 5.                                       | 20 février 1977                          | Estadio Olímpico Atahualpa, Quito (Équateur) | Équateur                                 | 0-1                                      | 1-1                                      | QCM 1978                                 |
| 6.                                       | 12 mars 1977                             | Estadio Nacional, Lima (Pérou)               | Équateur                                 | 2-0                                      | 4-0                                      | QCM 1978                                 |
| 7.                                       | 12 mars 1977                             | Estadio Nacional, Lima (Pérou)               | Équateur                                 | 3-0                                      | 4-0                                      | QCM 1978                                 |
| 8.                                       | 26 mars 1977                             | Estadio Nacional, Lima (Pérou)               | Chili                                    | 2-0                                      | 2-0                                      | QCM 1978                                 |
| 9.                                       | 23 mars 1978                             | Lima (Pérou)                                 | Argentine                                | 1-3                                      | 1-3                                      | Amical                                   |
| 10.                                      | 28 avril 1982                            | Parc des Princes, Paris (France)             | France                                   | 0-1                                      | 0-1                                      | Amical                                   |
| 11.                                      | 23 juin 1985                             | Estadio Nacional, Lima (Pérou)               | Argentine                                | 1-0                                      | 1-0                                      | QCM 1986                                 |

### Carrière d'entraîneur
En tant qu'entraîneur il a remporté quatre fois le championnat du Pérou : une fois avec l'Universitario de Deportes (1987) et trois fois avec le Sporting Cristal (1991, 1994 et 1995). Il s'octroie également le championnat d'Équateur avec la LDU Quito en 2005.
Il fut également sélectionneur du Pérou entre 1995 et 1999 mais ne parvient pas à le qualifier pour la Coupe du monde 1998.

## Palmarès

### Palmarès de joueur

#### En club
| Universitario de Deportes - Championnat du Pérou (4) : - Champion : 1969, 1971, 1974 et 1985. |  | Sporting Cristal - Championnat du Pérou (2) : - Champion : 1979 et 1980. |  | RFC serésien - Championnat de Belgique D2 (1) : - Champion : 1982. |

#### En sélection
Pérou
- Copa América (1) :
  - Vainqueur : 1975.

### Palmarès d'entraîneur
| Universitario de Deportes - Championnat du Pérou (1) : - Champion : 1987. |  | Sporting Cristal - Championnat du Pérou (3) : - Champion : 1991, 1994 et 1995. |  | LDU Quito - Championnat d'Équateur (1) : - Champion : 2005 (Ouv.). |